# Caisse centrale de la France d'outre-mer
La Caisse centrale de la France d'outre-mer est l'organisme monétaire français chargé de l'émission monétaire dans les colonies françaises entre 1944 et 1959.

## Histoire
Le 2 décembre 1941, le Comité national français, gouvernement de la France libre, crée par ordonnance la Caisse centrale de la France libre.  Elle est alors chargée « d'émettre des billets au porteur et des monnaies métalliques ayant force libératoire dans les territoires désignés » et sera dirigée par Alexis Julien-Laferrière. Elle émet le franc CFA en Afrique-Occidentale française et en Afrique-Équatoriale française, au Cameroun, à Saint-Pierre-et-Miquelon, en Polynésie française et en Nouvelle-Calédonie, puis, après leur ralliement, en Martinique, en Guadeloupe, à La Réunion, à Djibouti, à Madagascar, etc.
Par l'ordonnance du 2 février 1944 et la loi du 30 avril 1946, elle change de nom et devient la Caisse centrale de la France d'outre-mer qui reprend à son compte le droit d'émission des billets. Le gouvernement lui confie par la suite des missions de développement. Elle sort une première série de billets de banque (dite « type 1943 »), dessinée par Edmund Dulac, aux valeurs de 5, 10, 20, 100 et 1 000 francs. Quelques années plus tard, elle fait imprimer une nouvelle série de billets de banque (dite « type 1947 »), des coupures de 5, 10, 20, 50, 100, 500, 1 000 et 5 000 francs.
À partir de 1955, ses missions monétaires sont peu à peu supprimées ; en 1958, la caisse n'émet de la monnaie que dans les trois départements d'outre-mer d'Amérique, et s'occupe de la mise en circulation du franc CFA à La Réunion et à Saint-Pierre-et-Miquelon. Elle est renommée Caisse centrale de coopération économique.
Afin de clarifier son rôle, en 1959, les missions monétaires sont confiées à l'institut d'émission des départements d'outre-mer, la caisse se consacrant à ses missions d'agence de développement.
La Caisse centrale de coopération économique, héritière de la  Caisse centrale de la France d'outre-mer, est devenue aujourd'hui l'Agence française de développement.